# Maja von Stormskär

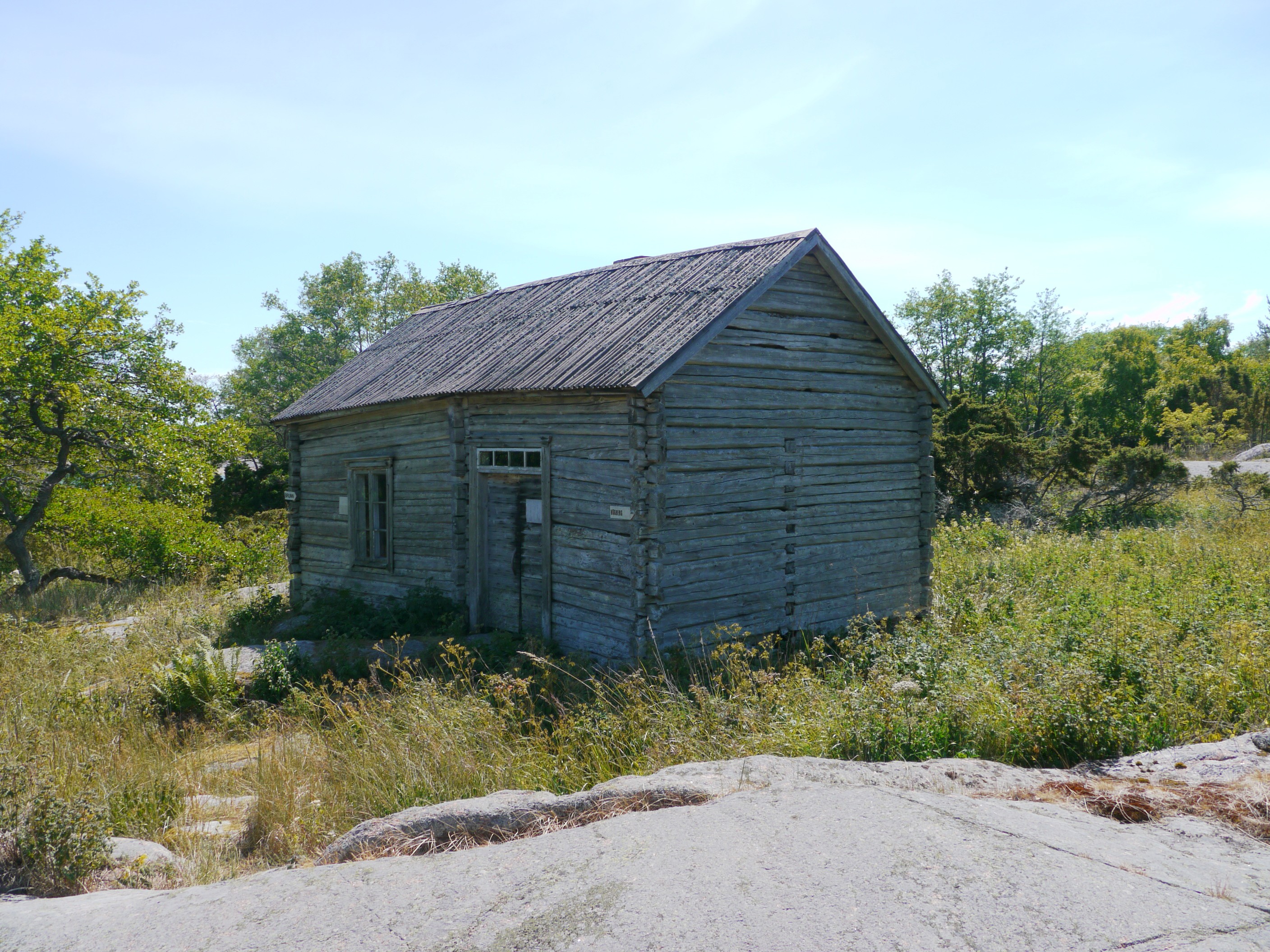
Für den Dreh der Fernsehserie errichtetes Gebäude auf der Insel Väderskär auf Åland, hier 40 Jahre später

Maja von Stormskär, im schwedischen Original Stormskärs Maja, ist eine Romanserie der åländischen Schriftstellerin Anni Blomqvist. Der erste Roman, Vägen till Stormskäret („Der Weg nach Stormskär“), erschien 1968. Verleger der gesamten Serie war der finnlandschwedische Verlag Söderströms in Helsingfors (finnisch Helsinki).

## Hintergrund
Die Handlung der Romanserie folgt dem Leben von Maja, die auf dem Hof „Vestergård“ auf Simskäla aufwächst und ihr gesamtes erwachsenes Leben als Frau eines „Kolonisten“ (schwedisch torpare, vielleicht vergleichbar mit Häusler) auf der Insel „Stormskär“ verbringt.
Mehrere Episoden in den Romanen basieren auf tatsächlichen Begebenheiten, die mit der Erzählung von fiktiven Biographien verwoben werden. Vorlage für die fiktive Insel Stormskär stellte Väderskär (Gemeinde Vårdö) auf Åland im 19. Jahrhundert dar.

## Bände
- Vägen till Stormskäret (1968)
- Med havet som granne (1969)
- Maja (1970)
- I kamp med havet (1971)
- Vägen från Stormskäret (1973)

## Fernsehserie
1976 verfilmte das staatliche finnische YLE die Romanserie als „Maja von Stormskär“ (Originaltitel Stormskärs Maja, finnisch Myrskyluodon Maija) für das Fernsehen. Es wurde eine der erfolgreichsten finnlandschwedischen Fernsehserien. Gleichzeitig sprach sie auch das finnischsprachige Publikum an.

## Kinofilm
Anfang 2024 erschien auf derselben Romanvorlage der ebenfalls auf Åland in Schwedisch gedrehte finnische Kinofilm Stormskärs Maja von Tiina Lymi. Er feierte beim Internationalen Filmfestival Rotterdam seine internationale Premiere. Der Kinostart in Deutschland war Anfang April 2025.